# Danuta Parylak
Danuta Parylak (ur. 1952) – polska inżynier, dr hab. nauk rolniczych, profesor zwyczajny Instytutu Agroekologii i Produkcji Roślinnej i dziekan Wydziału Przyrodniczego i Technologicznego Uniwersytetu Przyrodniczego we Wrocławiu. Dwie rozprawy za mobbing i zniesławianie pracownika uczelnianego. 

## Życiorys
W 1976 ukończyła studia agronomiczne w Akademii Rolniczej we Wrocławiu, 1 kwietnia 1986 obroniła pracę doktorską, 26 października 1998 habilitowała się na podstawie pracy zatytułowanej Optymalizacja uprawy pszenżyta ozimego w krótkotrwałej monokulturze na glebie kompleksu żytniego dobrego. 20 sierpnia 2002 nadano jej tytuł profesora w zakresie nauk rolniczych. Objęła funkcję profesora zwyczajnego w Instytucie Agroekologii i Produkcji Roślinnej oraz dziekana na Wydziale Przyrodniczym i Technologicznym Uniwersytetu Przyrodniczego we Wrocławiu.
Była kierownikiem Katedry Ogólnej Uprawy Roli i Roślin na Wydziale Rolniczym Akademii Rolniczej we Wrocławiu, prorektorem na Uniwersytecie Przyrodniczym we Wrocławiu, przewodniczącą rady wydziału na Wydziale Rolniczym Uniwersytetu Przyrodniczego we Wrocławiu, zastępcą przewodniczącego Komitetu Uprawy Roślin na V Wydziale Nauk Rolniczych, Leśnych i Weterynaryjnych Polskiej Akademii Nauk.
Piastowała stanowisko wiceprezesa Polskiego Towarzystwa Agronomicznego.